# Dictyophara pakistana
Dictyophara pakistana är en insektsart som beskrevs av Dlabola 1986. Dictyophara pakistana ingår i släktet Dictyophara och familjen Dictyopharidae. Inga underarter finns listade i Catalogue of Life.